# Jia Zongyang
Jia Zongyang (chiń. 贾宗洋, pinyin Jiǎ Zōngyáng; ur. 1 marca 1991 w Fushun) – chiński narciarz dowolny, specjalizujący się w skokach akrobatycznych, trzykrotny medalista olimpijski.
W Pucharze Świata zadebiutował 20 grudnia 2008 roku w Changchun, zajmując 28. miejsce. Tym samym już w swoim debiucie wywalczył pierwsze pucharowe punkty. Na podium zawodów tego cyklu po raz pierwszy stanął równo rok później, 20 grudnia 2009 roku w tej samej miejscowości, zajmując w skokach pierwsze miejsce. Wyprzedził tam swego rodaka, Qi Guangpu i Antona Kusznira z Białorusi. Najlepsze wyniki osiągnął w sezonie 2012/2013, kiedy to zajął piąte miejsce w klasyfikacji generalnej, a w klasyfikacji skoków akrobatycznych triumfował. Ponadto w sezonach 2011/2012 i 2017/2018 był drugi w klasyfikacji skoków, a w sezonach 2009/2010 i 2021/2022 zajął w niej trzecie miejsce.
W 2013 roku wywalczył brązowy medal podczas mistrzostw świata w Voss. Uległ tam Qi Guangpu i Travisowi Gerritsowi z Kanady. Trzecie miejsce zajął również na rozgrywanych rok później igrzyskach olimpijskich w Soczi. Tym razem wyprzedzili go Anton Kusznir i Australijczyk David Morris. W 2018 roku wystartował na igrzyskach w Pjongczangu zajął drugie miejsce, rozdzielając na podium Ołeksandra Abramenko z Ukrainy i Rosjanina Ilję Burowa. Brał też udział w igrzyskach olimpijskich w Pekinie w 2022 roku, gdzie zdobył brązowy medal w skokach drużynowych.

## Osiągnięcia

### Igrzyska olimpijskie
| Miejsce | Dzień     | Rok  | Miejscowość | Konkurencja              | Zwycięzca           |
| ------- | --------- | ---- | ----------- | ------------------------ | ------------------- |
| 6.      | 25 lutego | 2010 | Vancouver   | skoki akrobatyczne       | Alaksiej Hryszyn    |
| 3.      | 17 lutego | 2014 | Soczi       | skoki akrobatyczne       | Anton Kusznir       |
| 2.      | 18 lutego | 2018 | Pjongczang  | skoki akrobatyczne       | Ołeksandr Abramenko |
| 2.      | 10 lutego | 2022 | Pekin       | skoki akrobatyczne druż. | Stany Zjednoczone   |
| 7.      | 16 lutego | 2022 | Pekin       | skoki akrobatyczne       | Qi Guangpu          |

### Mistrzostwa świata
| Miejsce | Dzień       | Rok  | Miejscowość   | Konkurencja        | Zwycięzca       |
| ------- | ----------- | ---- | ------------- | ------------------ | --------------- |
| 3.      | 7 marca     | 2013 | Voss          | Skoki akrobatyczne | Qi Guangpu      |
| 6.      | 15 stycznia | 2015 | Kreischberg   | Skoki akrobatyczne | Qi Guangpu      |
| 4.      | 10 marca    | 2017 | Sierra Nevada | Skoki akrobatyczne | Jonathon Lillis |

### Puchar Świata

#### Miejsca w klasyfikacji generalnej
- sezon 2008/2009: 86.
- sezon 2009/2010: 9.
- sezon 2010/2011: 10.
- sezon 2011/2012: 6.
- sezon 2012/2013: 5.
- sezon 2013/2014: 28.
- sezon 2014/2015: 55.
- sezon 2016/2017: 72.
- sezon 2017/2018: 6.
- sezon 2018/2019: –
- sezon 2019/2020: 34.

Od sezonu 2020/2021 klasyfikacja skoków akrobatycznych jest jednocześnie klasyfikacją generalną.
- sezon 2020/2021: –
- sezon 2021/2022: 3.

#### Zwycięstwa w zawodach
1. Changchun – 20 grudnia 2009 (skoki)
2. Calgary – 10 stycznia 2010 (skoki)
3. Beidahu – 17 grudnia 2010 (skoki)
4. Lake Placid – 20 stycznia 2012 (skoki)
5. Deer Valley – 3 lutego 2012 (skoki)
6. Moskwa – 10 marca 2012 (skoki)
7. Changchun – 5 stycznia 2013 (skoki)
8. Lake Placid – 18 stycznia 2013 (skoki)
9. Lake Placid – 19 stycznia 2013 (skoki)
10. Secret Garden – 16 grudnia 2017 (skoki)
11. Secret Garden – 17 grudnia 2017 (skoki)
12. Lake Placid – 19 stycznia 2018 (skoki)

#### Pozostałe miejsca na podium w zawodach
1. Beidahu – 18 grudnia 2010 (skoki) – 2. miejsce
2. Beidahu – 11 lutego 2012 (skoki) – 2. miejsce
3. Beidahu – 15 grudnia 2013 (skoki) – 3. miejsce
4. Pekin – 22 grudnia 2013 (skoki) – 3. miejsce
5. Shimao – 21 grudnia 2019 (skoki) – 2. miejsce
6. Shimao – 22 grudnia 2019 (skoki) – 3. miejsce
7. Ruka – 3 grudnia 2021 (skoki) – 2. miejsce
8. Ruka – 10 grudnia 2021 (skoki) – 2. miejsce

- W sumie (12 zwycięstw, 5 drugich i 3 trzecie miejsca).